# Seitengewehr 42

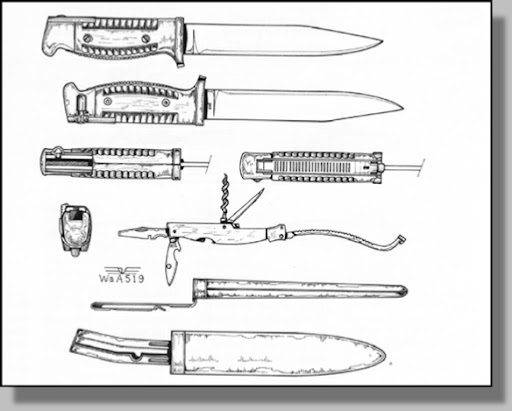

Seitengewehr 42 (штык-нож образца 1942 года), также называемый Infanteriemesser 42 или Kampfmesser 42, — многоцелевой штык-нож использовавшийся Вермахтом.

## История
Seitengewehr 42 был разработан в 1942 году компанией Wilhelm Gustloff Werke и производился компанией Carl Eickhorn в Золингене. Согласно его описанию, компания Gustloff и её главный конструктор Карл Барницке в октябре 1942 года получили немецкий патент № 766198 на Armeemesser (Нем. армейский нож). SG 42 был призван дополнить, а затем заменить оригинальный штык-нож S84/98 III винтовки Karabiner 98k. Seitengewehr 42 был разработан как многоцелевой боевой нож, но его также можно было устанавливать в качестве штыка на Karabiner 98k. Штык-нож S84/98 III сам по себе представлял собой проверенную конструкцию, однако в немецкой армии ощущался дефицит универсальных ножей, которые обычно закупались в частном порядке.
После последовательного положительного приёма нескольких сотен штук на войсковых испытаниях в 1943 году производство было одобрено Адольфом Гитлером, но это должно было произойти из-за затрат на конверсию производства до окончания войны. В 1944 году Heereswaffenamt (Управление вооружений сухопутных сил) выдал заказ на 10.000 штук. Серийное производство было начато, но из-за окончания войны заводы поставили лишь небольшое количество. SG 42 были произведены Waffenfabrik Carl Eickhorn в Золингене, а наборы инструментов - Робертом Клаасом из Золингена.

## Технические характеристики
SG 42 в основном производились из штампованных деталей из листового металла. Накладки рукоятки и ножны – это недорогие и быстро изготавливаемые детали из формованной фенольной смолы. Длина клинка составила 179,5 мм, общая длина составила 304 мм (317 мм с ножнами). Клинок имел дол . В рукоятке ножа находился съёмный набор инструментов, который могли использовать для обслуживания винтовки и других задач. В набор инструментов входили отвёртка, небольшой нож, шило и штопор. Защитная скоба рукоятки служила экстрактором гильзы.
Аналогично развитию этого штыка-ножа после Второй мировой войны началось всемирное развитие штык-ножа как простого режущего и колющего оружия по сравнению с устанавливаемым универсальным ножом. Суданский штык-нож к послевоенной боевой винтовке ArmaLite AR-10 представлял собой адаптацию SG 42 с небольшими изменениями.